# 凱迪拉克CT5
凱迪拉克CT5 是美國通用汽車凱迪拉克 於2020年推出的中大型豪華車款，為CTS的後繼車款，另外還有3.0升V6引擎的性能版CT5-V及6.2升V8引擎的CT5-V黑翼版本。

## 概述

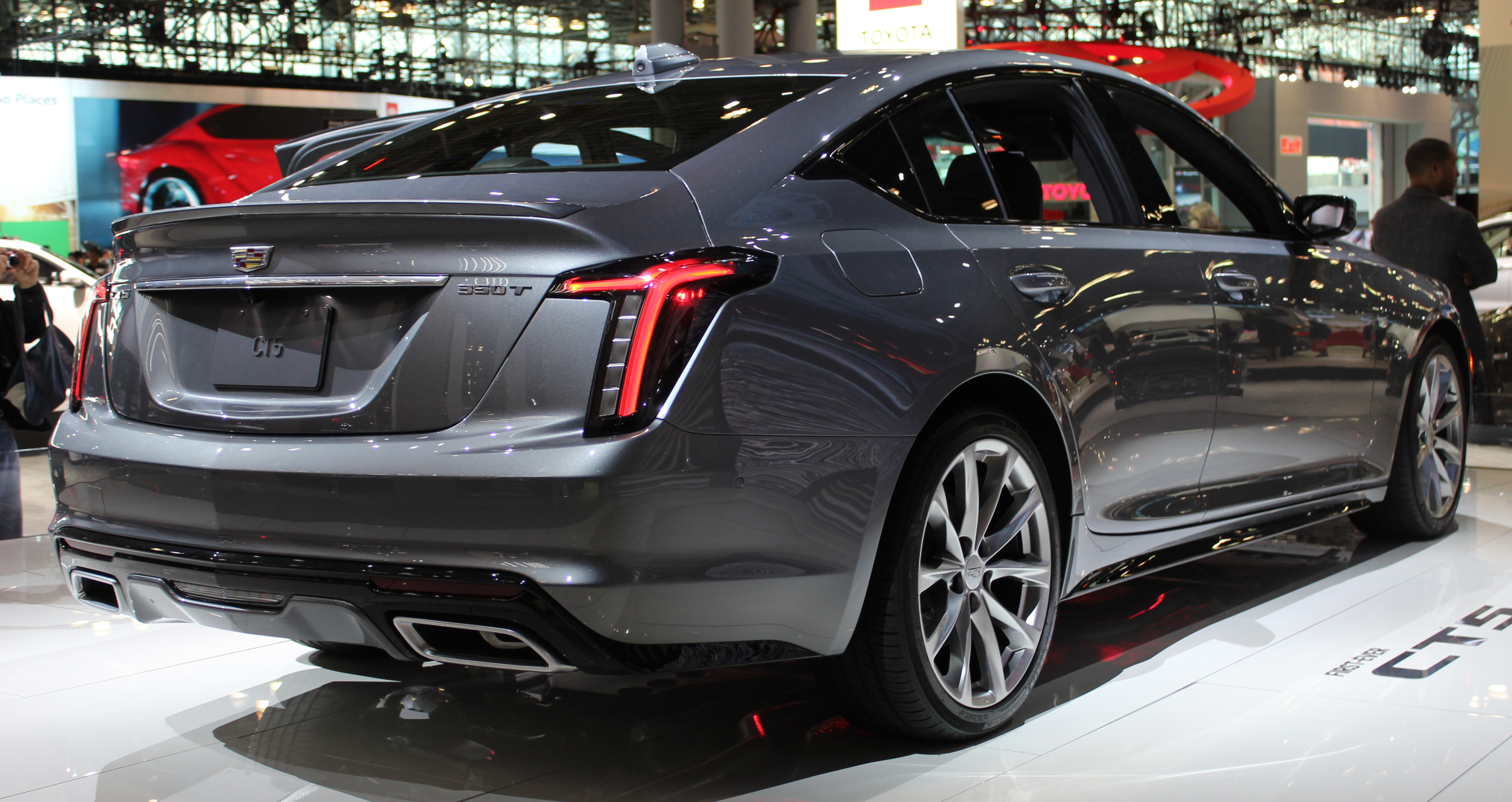
CT5尾部設計

CT5 最初亮相於2019年美國紐約車展 有別於其他車款如CTS或CT6，CT5的設計為斜背式的，據稱是根據1940年代車款外型構思發想而來，在外型上也更符合新世代汽車的設計。2019年第四季上市，分別有豪華、進階豪華、運動版、性能版以及黑翼(Blackwing)五種版本、10種顏色選擇。

### 動力
最基本配置為2.0升LSY 直列四缸渦輪，於轉速5000轉時產生237匹（177 kW)的功率，4000轉時則有350 牛頓米的紐距，这是中国大陆仅有的引擎选项。運動版則是3.0升LGY雙渦輪V6引擎，可產生335匹馬力及549牛頓米的紐距，另外也搭載10速自排跟Brembo卡鉗。

### 科技
車機的部分支援AndroidAuto以及Carplay，車輛也有內置Wi-Fi無線熱點，9個Bose音響，
另外還有尾廂腳踢式感應、行人偵測、座椅安全帶警示、青少年駕駛模式、車輛剎停、自動停車等輔助功能，2022年式CT5售價從37,295美元起。

## CT5-V
凱迪拉克於2019年5月30日與凱迪拉克CT4-V一起推出了高性能CT5-V。取代了CTS-V和XTS-V Sport。CT5-V配置3.0升LGY雙渦輪V6引擎，10速自排，轉速於5400rpm時可產生360 匹（268 kW）的功率，而在2350-4000rpm時產生549 牛頓米的扭矩，0-100加速僅需4.9秒。美國2022年式起價為50,095美元。

## CT5-V Blackwing
CT5-V Blackwing於2021年發布，為CT5-V的更高性能版本，更是CTS-V的後繼車款。搭載6.2升V8機械增壓引擎，可產生668馬力（498千瓦）和659磅⋅英尺（893牛頓米）的扭矩，0-100加速更是縮短至3.4秒，標配6速手排(同時也有10速自排可供選擇)。不過這將也是凱迪拉克生產的最後一款以汽油動力V系性能車款。

## 銷量
| 年分 | 美國   | 中國   |
| ---- | ------ | ------ |
| 2019 | 43     | 6,191  |
| 2020 | 14,711 | 45,026 |
| 2021 | 9,446  | 62,098 |